# Scrobipalpa plesiopicta
Scrobipalpa plesiopicta is een vlinder uit de familie tastermotten (Gelechiidae). De wetenschappelijke naam is voor het eerst geldig gepubliceerd in 1969 door Povolny.
De soort komt voor in Europa.